# 坦嫩湖
46°46′25″N 8°18′22″E / 46.77361°N 8.30611°E

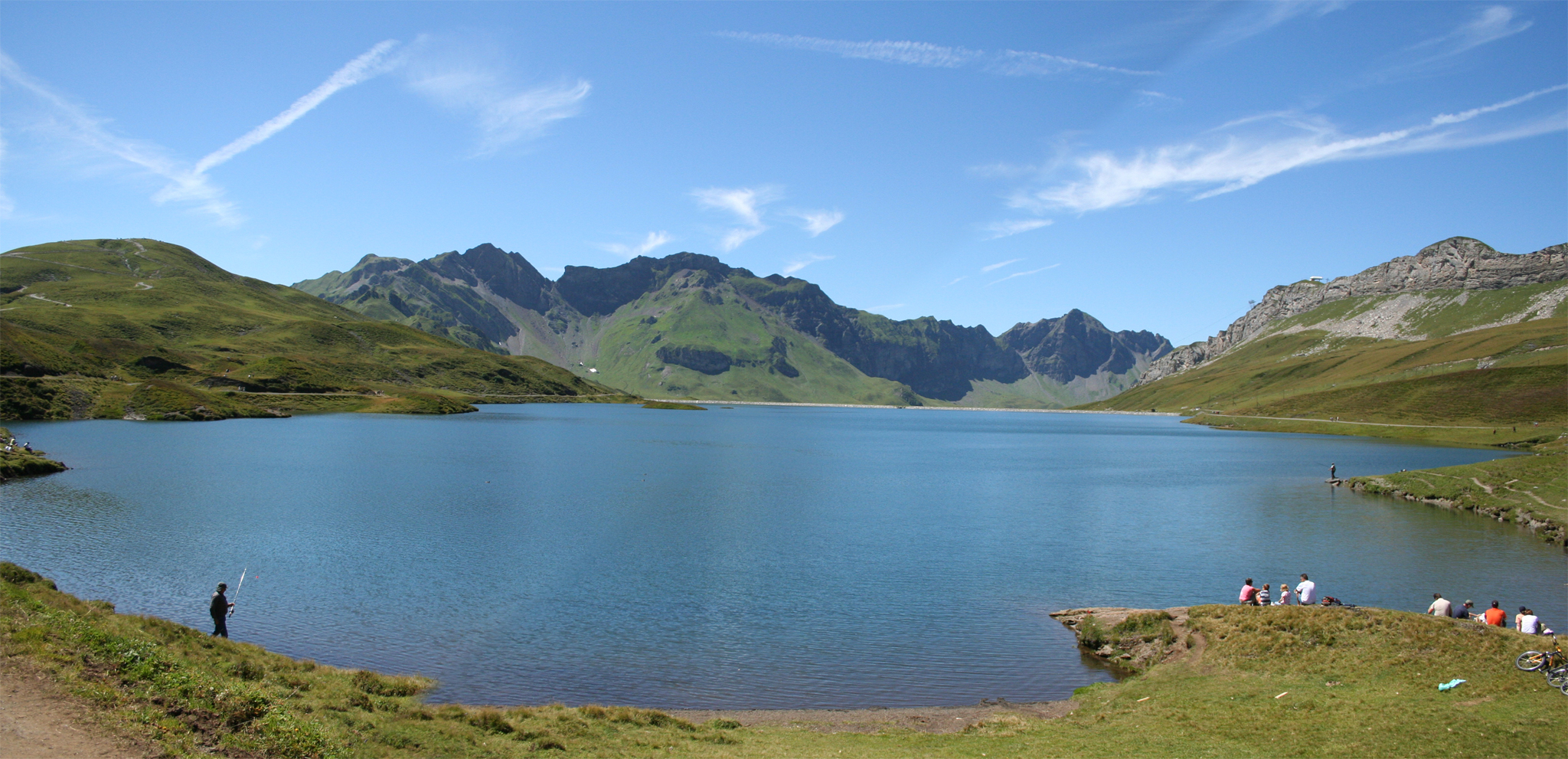

坦嫩湖（Tannensee），是瑞士的水庫，位於該國中部，由上瓦爾登州負責管轄，長1公里、寬0.5公里，面積0.3平方公里，海拔高度1,976米，水體容量380萬立方米。